# Un bon flic
Pour plus de détails, voir Fiche technique et Distribution.
Un bon flic (One Good Cop) est un film américain réalisé par Heywood Gould, sorti en 1991.

## Synopsis
Membre de la police new-yorkaise, Artie Lewis aime son métier d'inspecteur, qu'il exerce en tandem avec son impulsif partenaire Stevie Diroma, un jeune veuf, père de trois petites filles. Malgré les horreurs et les injustices dont il est quotidiennement témoin dans la rue, il est convaincu que le monde est, somme toute, plutôt bien fait et que chacun reçoit de la vie ce qu'il mérite. Aussi est-il profondément ébranlé par la mort de Stevie, assassiné au cours d'une négociation avec l'auteur d'une prise d'otages. Il décide alors, avec l'accord de sa femme Rita, de s'occuper des enfants de son coéquipier et devient leur tuteur. Mais, très vite il s'avère que leur appartement est trop petit pour que leur soit confiée la garde définitive des 3 fillettes. Artie qui se heurte chaque jour à de richissimes gangsters, dans un moment de folie, cambriole le trafiquant Beniamano. Il ignore qu'il a, par cet écart, compromis la couverture de Grace, agent de la brigade des stupéfiants, qui s'est infiltrée chez le bandit. Enlevé par Beniamano, Artie ne doit bientôt son salut qu'à l'intervention courageuse de Grace qui refuse pourtant de témoigner contre lui.

## Fiche technique
- Titre français : Un bon flic
- Titre original : One Good Cop
- Réalisation et scénario : Heywood Gould
- Musique : David Foster et William Ross
- Photographie : Ralf D. Bode
- Montage : Richard Marks
- Production : Laurence Mark (en)
- Société de production : Hollywood Pictures, Silver Screen Partners IV et Polyphony Digital
- Société de distribution : Buena Vista Pictures (États-Unis)
- Pays :  États-Unis
- Genre : Action, policier, drame et thriller
- Durée : 114 minutes
- Dates de sortie : 
  - États-Unis : 3 mai 1991
  - France : 4 novembre 1992 (uniquement en province[1])

## Distribution
- Michael Keaton (VF : Edgar Givry) : Artie Lewis
- Rene Russo (VF : Micky Sebastian) : Rita Lewis
- Anthony LaPaglia (VF : Daniel Russo) : Stevie Diroma
- Kevin Conway (VF : Patrick Floersheim) : le lieutenant Danny Quinn
- Rachel Ticotin (VF : Maïk Darah) : Grace
- Tony Plana : Beniamino
- Benjamin Bratt (VF : Lionel Henry)  : Felix
- Charlayne Woodard (VF : Fatiha Chriette) : Cheryl Clark
- Grace Johnston : Marian Diroma
- Rhea Silver-Smith : Barbara Diroma
- Blair Swanson : Carol Diroma
- Victor Rivers (VF : Richard Darbois) : Oreste
- David Barry Gray (VF : Michel Mella) : Mickey Garrett
- Lisa Arrindell : Raisa
- Rick Aiello : Knudson
- Mike Hagerty : Walsh
- J. E. Freeman : le capitaine Schreiber
- Kevin Corrigan (VF : Michel Vigné) : Clifford Riggs
- Doug Barron : Dr Gelb
- Vondie Curtis-Hall (VF : Greg Germain) : le père Wills
- Penny Santon : Mme Cristofaro

 Source et légende : version française (VF) sur RS Doublage et selon le carton du doublage français.